# Crise bancaire et financière de l'automne 2008

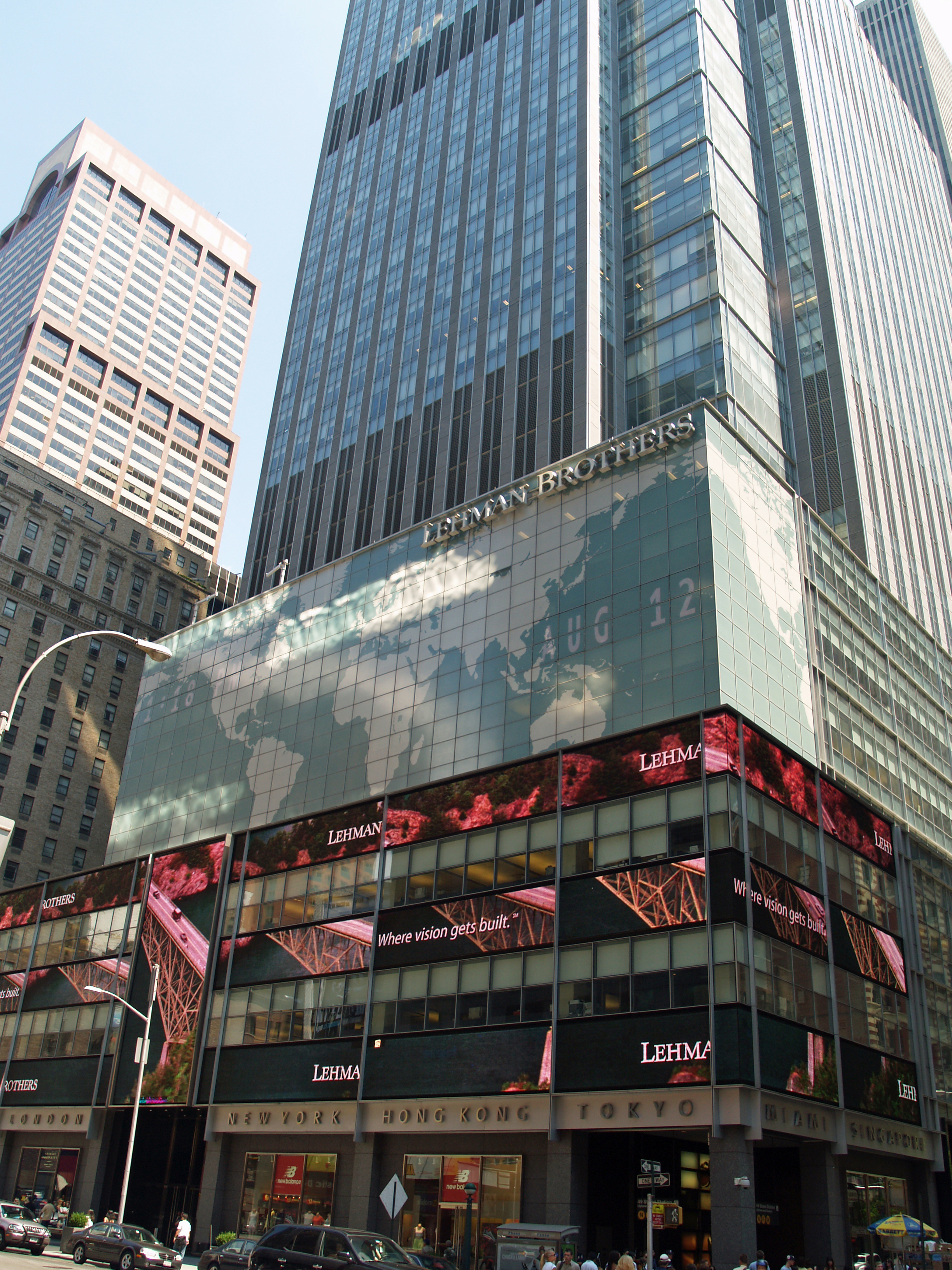
La faillite de l'emblématique banque d'affaires Lehman Brothers en septembre 2008, point de départ de la crise financière (la banque présentait un bilan maquillé grâce à une astuce comptable, le Repo 105 ; son auditeur financier, Ernst & Young, chargé de vérifier ses comptes, était au courant de l'usage du Repo 105 mais n'en a rien révélé).

La crise bancaire et financière de la fin de l'été 2008, aussi connue comme la crise estivale de 2008, est la seconde phase de la crise financière mondiale de 2007-2008, après la crise des subprimes de l'été 2007 et le temps fort de la crise économique mondiale des années 2007-2012. Notons pourtant que des signes avant-coureurs s'étaient déjà manifestés dès février 2007 (donc avant l'été) puisque la banque HSBC avait lancé dès le 8 février un "profit warning" qu'elle justifiait par l'accroissement sensible de ses provisions pour créances douteuses sur le marché immobilier nord-américain.
Cette seconde phase, marquée par un accroissement de la crise de liquidité et de la crise de confiance et un renchérissement supplémentaire du crédit par une augmentation du taux interbancaire, touche tous les pays du monde. Elle s'est rapidement répercutée sur les marchés boursiers par une chute des cours (certains parlent du « krach de l'automne 2008 »), tandis que le resserrement du crédit pour les entreprises et les ménages pèse sur l'activité économique mondiale. Ce qui résulte de l'accroissement des nouveaux produits.
Cette seconde phase est fortement marquée par une crise bancaire qui commence durant la semaine du 14 septembre 2008 lorsque plusieurs établissements financiers américains entrent en cessation de paiement, et sont soit sauvés in extremis par la Réserve fédérale américaine (Fed) – comme la compagnie d'assurance AIG –, soit rachetés par des concurrents en meilleure situation, soit mis en liquidation – comme Lehman Brothers. D'autres marquent rétrospectivement le début de cette phase avec la nationalisation de Freddie Mac et Fannie Mae le 6 septembre 2008. En Europe, plusieurs institutions financières sont sauvées par l'intervention des États et des banques centrales (Banque centrale européenne dans la zone euro) : l'assureur Internationale Nederlanden Groep est ainsi recapitalisé par l'État à hauteur de 10 milliards d'euros,.
Les gouvernements et banques centrales ont réagi de manière plus ou moins concertée à un début de crise systémique, avec l'objectif à très court terme de maintenir la continuité du système de paiements et du marché interbancaire qui auraient été très affectés par la faillite de plusieurs grandes banques. À cette fin, les banques centrales ont abaissé leurs taux directeurs et la Fed a élargi sa prise en pension de titres à des actifs risqués ; le gouvernement des États-Unis a repris via une structure de défaisance une partie des « actifs toxiques » détenus par les banques (première phase du Plan Paulson) ; des États ont élargi leur garantie des dépôts des particuliers et ont partiellement nationalisé des institutions bancaires en faillite ou proches de l'être (en particulier au Royaume-Uni, où huit banques ont été concernées). Les pays les plus exposés à la crise, en particulier parce qu'ils sont endettés en monnaie étrangère comme l'Islande et l'Ukraine, ont connu une forte dévaluation de leur monnaie et sont entrés dans une situation de cessation de paiement, qu'une aide financière du FMI a résolue.
Cette aggravation de la crise financière a fortement accentué la récession entamée début 2008, visible par la dégradation rapide des prévisions économiques d'activité pour 2009, poussant les gouvernements à engager des plans de relance financés par la dette. Les discussions concernant la régulation des activités financières se sont accentuées, notamment au cours du sommet du G20 de novembre 2008.

## Calendrier

### Automne 2008, phase aiguë de la crise financière de 2007-2008
La crise financière a débuté au cours de l'été 2007 avec la crise des subprimes. Bien que quelques faillites aient été provoquées en 2007 et début 2008, dont celle de New Century (en), no 2 du subprime, ou celle de la 5e banque de Wall Street, Bear Stearns, rachetée le 16 mars 2008 par JPMorgan Chase avec l'aide de la Fed, la situation s'est aggravée très rapidement au début du mois de septembre 2008. Fannie Mae et Freddie Mac, deux organismes semi-étatiques chargés du refinancement des prêts immobiliers aux ménages, vont commencer à connaître de graves difficultés. Les évènements vont alors se précipiter et la faillite de Lehman Brothers aggravera grandement la situation. Le paysage bancaire sera profondément modifié, tandis que les places boursières connaîtront de fortes variations (du 01/01/2008 au 24/10/2008, le CAC 40 baisse de 43,11 %, le Dax (Allemagne) de 46,75 %, le FTSE 100 (Royaume-Uni) de 39,86 %, le Nikkei (Japon) de 50,03 % et le Dow Jones (États-Unis) de 36,83 %).

#### Septembre 2008

Niveau moyen du Dow Jones Industrial, entre janvier 2006 et novembre 2008.

- Le 7 septembre, Freddie Mac et Fanny Mae sont mises sous tutelle. Ces deux institutions, « qui assurent ou garantissent près de 5 300 milliards de dollars de prêts soit 40 % environ de l'encours de crédit immobilier américain », sont considérées comme « trop grandes pour faire faillite »[15]. Le Trésor américain envisage d'y investir 200 milliards USD[15] pour les sauver.
- Le 15 septembre 2008, Lehman Brothers se déclare en faillite après que Bank of America et la Barclays, qui étaient intéressées par son rachat, se furent retirées du dossier, faute de garanties données par les autorités fédérales. Bank of America rachète alors Merril Lynch 50 milliards de dollars. Cette dernière est en effet à court de liquidités après avoir perdu 57 milliards de dollars depuis l'été 2007. La faillite de Lehman Brothers « ébranle le système financier mondial »[16]. Cette faillite qui constituerait « la banqueroute la plus importante de toute l'histoire financière des États-Unis »[17] provoque un affolement des bourses mondiales où les actions du secteur bancaire plongent de plus de 7 % (à Londres la Barclays perd 8,20 % et à Paris la Société générale 7,63 %). Pour apaiser les tensions, la Banque centrale européenne annonce un appel d'offres rapide[18]. La Fed et le département du Trésor des États-Unis seront par la suite accusés[19] d'avoir aggravé la crise en ne sauvant pas Lehman Brothers dont la faillite a provoqué un début de crise systémique.
- Le 16 septembre 2008, AIG, premier assureur américain, est sauvé par l'État au prix d'un prêt de 85 milliards de dollars accordé par la Fed et d'une nationalisation du capital à hauteur de près de 80 %[20]. En effet, la Fed le considère comme « too risky to fail » (« trop risqué pour faire faillite ») c'est-à-dire que sa faillite aurait fait courir de grand risque aux marchés et à l'économie[21].
- À partir du 16 septembre 2008, la britannique Barclays et la japonaise Nomura rachètent les actifs de Lehman Brothers qui s'est déclaré en faillite le week-end des 13-14 septembre.
- Morgan Stanley voit fin septembre l'entrée à son capital (21 % des actions pour 9 milliards de dollars) de la plus grande banque japonaise, Mitsubishi UFJ Financial Group (MUFG).
- Le 19 septembre 2008, la banque britannique Halifax-Bank of Scotland (HBOS) est rachetée pour 12,2 milliards de dollars par la Lloyds TSB[22].
- Le 25 septembre 2008, Washington Mutual, l'une des premières caisses d'épargne américaines, a été saisie et l'essentiel des actifs seront revendus à JPMorgan Chase, pour 1,9 milliard de dollars, qui devient alors la première banque américaine par l'actif sous gestion.
- Le 28 septembre 2008, la banque du Benelux Fortis, est nationalisée partiellement, les trois États du Benelux apportant 11,2 milliards d'euros de capitaux propres pour 49 % du capital[23].
- Le 28 septembre 2008 également, la banque britannique Bradford & Bingley, spécialisée en crédit immobilier, est nationalisée. Son réseau bancaire est racheté par l'espagnol Banco Santander pour 773 millions d'euros (déjà propriétaire d'Abbey et d'Alliance & Leicester acheté fin 2007 pour un prix qui s'avère, en septembre 2008, de 1,6 milliard d'euros)[24].
- Le 28 septembre toujours, la banque allemande Hypo Real Estate, spécialisée dans le financement de l'immobilier, est sauvée par un plan d'urgence de 35 milliards d'euros qui doit permettre « une liquidation dans l'ordre et non en catastrophe »[25].
- Le 30 septembre, la première banque mondiale pour le financement des collectivités locales, la franco-belge Dexia, lève 6,4 milliards d'euros auprès des gouvernements belges, français et luxembourgeois ainsi qu'auprès des actionnaires existants.

#### Octobre 2008
- Le 3 octobre 2008, Wachovia est rachetée, pour 15 milliards de $ par Wells Fargo, redonnant à ce dernier la première place mondiale[26].
- Le 5 octobre 2008, Unicrédit, première banque d'Italie, fait appel au marché pour 6,3 milliards d'euros[27].
- Le 5 octobre 2008, BNP Paribas prend le contrôle de Fortis en Belgique et au Luxembourg pour 14,7 milliards d'euros, tandis que l'État belge devient le premier actionnaire du groupe français[28].
- Le 6 octobre 2008, le gouvernement allemand[29] a obtenu du secteur bancaire et de l'assurance qu'il accorde une ligne de crédit supplémentaire de 15 milliards d'euros à Hypo Real Estate[30].
- Le 8 octobre, six banques britanniques (HBOS, Royal Bank of Scotland, Lloyds TSB, Standard Chartered, Nationwide et Abbey filiale de Santander) sont partiellement nationalisées, la banque HSBC refuse néanmoins l'aide du gouvernement anglais. Il faut entendre par là qu'en échange d'une entrée dans leur capital, et d'une garantie du Trésor sur les emprunts obligataires de 250 milliards de livres, le gouvernement britannique entend notamment peser sur la politique des dividendes, sur les rémunérations des dirigeants, ainsi que sur la distribution de crédit aux petites entreprises et aux acquéreurs immobiliers[31]
- Le 9 octobre 2008, l'assureur japonais Yamato Life se déclare en faillite[32].

#### Novembre 2008
- Le 3 novembre, le journal Le Figaro titre que les actionnaires ont perdu 20 000 milliards de dollars entre la fin 2007 et le 29 octobre 2008 soit « l'équivalent de la moitié des richesses produites en un an sur la planète ou dix fois le produit intérieur brut de la France »[33]. Le Monde des 26-27 octobre faisait état de 25 000 milliards de dollars évanouis et d'une perte de presque la moitié de la capitalisation boursière des grandes places financières[34].
- Le 23 novembre, le gouvernement américain, pour aider Citigroup, lance un plan d'urgence prévoyant une injection de capital de 20 milliards de dollars et une garantie pour les actifs risqués à hauteur de 306 milliards de dollars[35].
- Le 27 novembre, la chaîne de magasins britannique Woolworths est placée sous administration judiciaire[36]. Woolworths qui emploie 30 000 personnes dans 800 magasins, est endetté à hauteur de 400 millions d'euros.

#### Décembre 2008

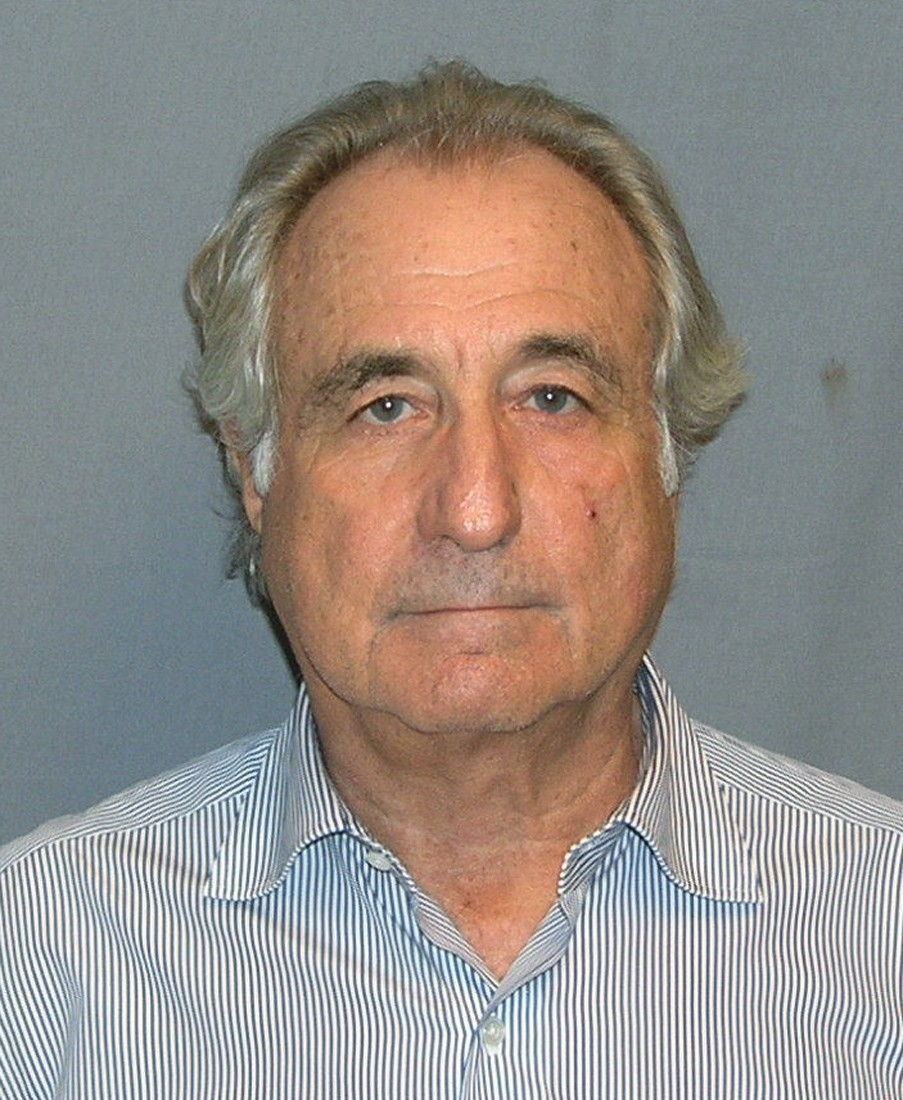
Le schéma de Ponzi mis en place par Bernard Madoff s'écroule au milieu de ce climat délétère pour le monde de la finance, ce qui l'associe en tant qu'évènement symbolique. 65 milliards de dollars sont en jeu, Madoff sera condamné à 150 ans de prison.

- Le 12 décembre, Bernard Madoff, ancien patron du NASDAQ, est arrêté par le FBI et mis en examen pour une fraude qui pourrait atteindre les 50 milliards de dollars[37],[38].
- Le 19 décembre, le gouvernement des États-Unis d'Amérique annonce qu'il est prêt à débloquer 17,4 milliards de dollars pour sauver les constructeurs de voitures General Motors, Chrysler et éventuellement Ford, proches de la faillite. À court de liquidités, General Motors reçoit immédiatement 9,4 milliards de dollars et Chrysler 4 milliards. La somme est prise sur les 700 milliards de dollars du plan Paulson prévus pour le sauvetage des banques américaines[39].
- Le 20 décembre, la banque allemande Hypo Real Estate annonce qu'elle va se séparer de plus de la moitié de ses effectifs[40].

#### Janvier 2009
- Le 6 janvier 2009, Alcoa, le producteur américain d'aluminium, numéro un mondial du secteur, annonce qu'il va supprimer 13 500 emplois et réduire de 18 % sa production[41].

### Plans de sauvetage (septembre et octobre 2008)
Des plans de sauvetage du secteur bancaire menacé de défaillances en chaîne vont être lancés aux États-Unis, dans les pays européens et dans de nombreux autres pays du monde. Ces plans ont le plus souvent deux grands acteurs : les gouvernements et les banques centrales (institutions indépendantes des gouvernements aux États-Unis et dans la zone euro). Par ailleurs aux États-Unis, le FBI, qui dispose de très peu d'agents chargés de la délinquance en col blanc, a été chargé d'enquêter sur un certain nombre de groupes (dont Lehman Brothers, AIG, Freddie Mac et Fanny Mae) et de fraudes possibles.
Les banques centrales vont agir d'au moins deux façons différentes, en abaissant les taux directeurs et prenant en pension des actifs parfois risqués des institutions financières en difficulté. Par exemple, début octobre, la Fed a doublé le niveau de liquidités mises à la disposition des banques, la portant à 9 000 milliards de dollars. Mais cette manière de faire peut à terme affecter la solidité des banques centrales. Dans cet esprit, Kenneth Rogoff dans un article publié dans le journal Les Échos, s'inquiète des risques pris par les banques centrales. Par ailleurs, il estime qu'« il est temps d'admettre que l'industrie financière n'est pas simplement victime d'une panique spéculative sur l'immobilier mais subit des changements de fond ». Dans une perspective plus tournée vers le futur, Les banques centrales et au premier rang la Fed ont commencé à réfléchir à la nouvelle architecture financière mondiale. Les 23 et 24 août 2008, lors d'une réunion à Jackson Hole dans le Wyoming, Ben Bernanke président de la banque centrale américaine Fed, a proposé « une évolution de la réglementation et de la supervision des banques ». Par ailleurs, début octobre, cette institution a commencé à étudier avec un petit nombre des banques la création d'une chambre de compensation sur le marché des Credits default swaps.
Pour enrayer la crise systémique, les États-Unis ont lancé le plan Paulson. Le secrétaire du Trésor des États-Unis Henry Paulson a annoncé le 18 septembre 2008 que l'État américain allait mettre en place une structure de défaisance qui achètera aux institutions financières et gérera des actifs toxiques (notamment les dérivés de crédits subprime) qu'elles ont en portefeuille, annonçant un montant global d'environ 700 milliards de dollars américains. La dette nette des États-Unis passerait ainsi de 10 600 à 11 300 milliards de dollars.
Les défaillances bancaires apparaissant en Europe (Dexia, Fortis, Hypo Real Estate…), les États européens sont à leur tour intervenus en octobre 2008, annonçant des plans de grande ampleur comprenant à la fois des garanties étatiques pour le refinancement (le gros des montants annoncés), mais aussi des mesures de recapitalisation menées par les États, pouvant conduire de facto à la nationalisation de banques (Royaume-Uni en particulier). Le mouvement a été lancé par le plan du gouvernement britannique de Gordon Brown suivi par les autres États autour du week-end des 11-12 octobre. Les principaux plans sont :
- France : opérations des banques garanties par l'État pour 320 milliards d'euros et aide à la recapitalisation des banques pour 40 milliards d'euros ;
- Allemagne : opérations des banques garanties par l'État pour 400 milliards d'euros et aide à la recapitalisation des banques pour 80 milliards ;
- Grande-Bretagne : Opérations des banques garanties par l'État pour 320 milliards d'euros et aide à la recapitalisation des banques pour 64 milliards ;
- Suisse : recapitalisation de l'UBS par l'État pour 3,9 milliards d'euros et fonds d'achat d'actifs bancaire pour 40 milliards d'euros ; Crédit Suisse se sauve de la faillite en se prêtant à lui-même CHF 10 milliards via le Qatar[48] ;
- Inde : aide au marché financier de 9 milliards d'euros ;
- Chine : baisse des taux d'intérêt ;
- Singapour : fonds de 75 milliards d'euros pour garantir tous les dépôts bancaires ;
- Arabie saoudite : aide aux banques de 30 milliards d'euros et baisse des taux d'intérêt par la banque centrale.

À la suite des plans européens, l’État fédéral américain a à son tour annoncé un plan de recapitalisation des banques. Il devait utiliser 185 milliards d'euros pour entrer au capital de neuf banques : Citigroup, Wells Fargo, JP Morgan Chase, bank of America.

### Sauvetage des banques: acte II
Début janvier, malgré les plans de sauvetage, la crise bancaire ne semble pas circonscrite, obligeant les gouvernements à agir.

#### Janvier
- Le 7 janvier 2009 en France, le chef de l'État annonce un nouveau soutien aux banques d'un montant estimé à 10,5 milliards d'euros[50].
- le 8 janvier, la Commerzbank est recapitalisée à hauteur de 10 milliards d'euros par le gouvernement allemand[51].
- Autour du 15 janvier, la Deutsche Bank annonce des pertes et provoque une forte baisse en bourse des banques européennes[52].
- Le 19 janvier, à la suite des pertes de Citibank et de Bank of America, les États-Unis envisagent la création d'une banque regroupant les actifs toxiques (Bad Bank)[53].
- Le 19 janvier Gordon Brown présente un nouveau plan[54]. Ce jour-là la Royal Bank of Scotland annonce des pertes de 30 milliards d'euros[55].
- le 20 janvier les valeurs financières baissent de 15 % à Wall Street. La crise bancaire devient un sujet prioritaire pour le nouveau gouvernement américain[56].
- Autour du 20 janvier, polémique en France sur les bonus des patrons des banques[57].
- 28 janvier le FMI dans son Rapport sur la stabilité financière dans le monde[58] évalue les risques de dépréciation des actifs de crédit détenus par les banques à 2 200 milliards de dollars, en hausse de 800 milliards par rapport à ses estimations d'octobre 2008. Pour Olivier Blanchard, chef économiste du FMI, les banques auraient besoin d'un apport de fonds propres de 500 milliards[59]. En accusation « les produits financiers risqués, aujourd'hui décriés pour leur toxicité... [qui] comprennent pour l'essentiel des dérivés complexes de crédit échangés de gré à gré sur des marchés dérégulés »[59]. Pour le FMI, il convient de procéder à la recapitalisation des établissements financiers et de s'occuper des « actifs compromis » en inscrivant les actions immédiates dans une vision de long terme reposant sur des règles claires et cohérentes et sur la coopération internationale[60].

#### Février
- 10 février, les États-Unis présentent un plan de stabilité financière comprenant[61] : un Financial Stability Trust pour consolider les fonds propres des banques qui en auraient besoin, un fonds d'investissement public privé pour délester les banques de leurs actifs toxiques, un Consumer and Business Lending Initiative pour relancer les prêts aux consommateurs et aux petites entreprises, et enfin des fonds doivent servir à éviter les saisies immobilières. L'enveloppe affectée à ce plan peut aller jusqu'à 2 000 milliards de dollars, financée par le Trésor et la Fed.
- 22 février, le gouvernement britannique a consacré dans les mois précédents 105 milliards de livres (118,4 milliards d'euros) au sauvetage des banques[62].

## Aggravation de la situation économique mondiale

### Crise économique qui tend à devenir mondiale
Le renforcement de la crise financière a été un facteur d'aggravation et de propagation de la crise économique, via la crise de liquidité, le resserrement du crédit et l'effet richesse (la forte baisse de valeur des actifs boursiers réduit la valeur de l'épargne de ceux qui détiennent ces actifs, et les incite à épargner davantage – et donc à moins consommer – pour reconstituer leur épargne). L'économie de tous les pays est touchée de manière plus ou moins prononcée, via une réduction de la croissance économique et une hausse du chômage.
Avant le renforcement de la crise financière, l'OCDE prévoyait déjà une récession dans certains pays de sa zone. En novembre 2008, cette institution a publié des estimations et prévisions selon lesquelles plusieurs pays membres (entre autres la Zone Euro, les États-Unis et le Japon) auraient une croissance négative en 2009 et connaîtraient une remontée du chômage, le nombre de chômeurs des pays membres passant de 34 millions à l'automne 2008 à 42 millions en 2010. Elle ne prévoit pas de reprise avant le second semestre 2010,.
Cette crise a également montré qu'il n'y aurait pas de découplage entre les cycles économiques et financiers des pays développés et ceux du reste de la planète. En effet, le ralentissement en Europe et aux États-Unis se transmet aux autres par le biais d'importations moindre. Par ailleurs, la crise économique a entraîné une baisse des cours des matières premières (pétrole, etc.) qui affecte notamment l'Argentine, l'Afrique et la Russie. Enfin, ces pays sont également directement affectés par la crise financière d'une part parce qu'ils subissent les effets du resserrement du crédit, par les problèmes que connaissent leur système bancaire et par le fait que de nombreux pays qui ne disposent pas d'une monnaie considérée comme « sûre » voient la crise financière se doubler d'une crise monétaire d'autant qu'ils ont parfois empruntés en devises étrangères. C'est notamment le cas de l'Islande (voir crise financière de 2008 en Islande) et de l'Ukraine, qui étaient fortement endettés à l'international en monnaie étrangère, qui les a rendu vulnérables à une chute du taux de change de leur propre monnaie.

## Question des mesures structurelles visant à modifier l'architecture financière et bancaire
Des modifications de la régulation financière aux échelles nationale et internationale sont envisagées et discutées depuis le début de la crise financière de 2007-2008. L'aggravation de la crise au cours de l'automne 2008 et a renforcé les discussions entre les gouvernements.
Christian de Boissieu et Jean-Hervé Lorenzi dans un article du journal Le Monde d'octobre 2008 estiment que « L'heure, aujourd'hui, est à la refondation du système bancaire et financier international » et en appellent à un Bretton Woods financier. L'expression est contestée par certains comme Philippe Chalmin qui craint la résurgence de l'idée de monnaie internationale et approuvés par d'autres tels Martin Wolf éditorialiste au Financial Times qui prône une meilleure coopération internationale. Du fait du poids grandissant des pays émergents dans l'économie mondiale (Chine, Brésil, Inde) et de la position très fortement créditrice de la Chine, la discussion des problèmes économiques et financiers, généralement pratiquée au sein du G8, est élargie au groupe des 20 principaux pays, le G20 pour la réunion du 15 novembre à Washington. Un des problèmes sous-jacents aux réflexions sur la nouvelle architecture financière mondiale est de réduire les déséquilibres de balance courante (tel le large déficit américain) et de renforcer ainsi la légitimité des institutions internationales.

### Sommet du G20 à Washington de la mi-novembre 2008
D'après le communiqué final la crise résulterait d'un manque de coopération économique, de problèmes d'évaluation des risques, de normes comptables peu adaptées et disparates, et de déficiences quant à la surveillance des marchés. Le sommet du G20 a condamné la tentation protectionniste et a recommandé dans son communiqué final « des mesures budgétaires pour stimuler la demande interne avec des résultats rapides », il souligne aussi « L'importance du soutien que la politique monétaire peut apporter dans les conditions appropriées à chaque pays ».
Sur la question de la nouvelle architecture financière internationale, le G20 a décidé de se réunir à Londres fin mars début avril et de lancer un certain nombre d'études visant :
- à améliorer la transparence et les systèmes comptables au niveau notamment de l'IASB ;
- à renforcer le contrôle prudentiel par une révision des normes régissant les agences de notation et par un examen des risques liés aux Credit default swaps ;
- à améliorer la gestion du risque en mettant au point de nouveaux modèles et en révisant les régimes de rémunérations des traders ;
- à améliorer la supervision des marchés en renforçant la coopération entre les instances nationales et en renforçant la surveillance des grandes sociétés financières internationales ;
- à améliorer la régulation en demandant au Fonds monétaire international (FMI) et au Forum de stabilité financière de formuler des recommandations pour limiter les effets cycliques de la finance ;
- à renforcer la capacité des institutions financières internationales à aider les économies en difficulté[74].

Dans les faits, ce nouveau sommet est programmé à Londres le 2 avril 2009 avec l'objectif plus général de renforcer la coordination principalement dans quatre domaines : plans de relance économique, assainissement du système bancaire, dispositifs et règles de surveillance du secteur financier et aide aux pays émergents les plus touchés par la crise.

### Réflexion des économistes sur la nouvelle structure financière internationale
La crise a surpris les économistes. Aussi, pour nourrir la réflexion, Barry Eichengreen et Richard Baldwin ont demandé, dans le cadre du Centre for Economic Policy Research à des économistes de réputation internationale (World Class Economists) - Alberto Alesina, Erik Berglöf, Willem Buiter, Guillermo Calvo, Stijn Claessens, Paul De Grauwe, Wendy Dobson, Barry Eichengreen, Daniel Gros, Refet Gürkaynak, Takatoshi Ito, Vijay Joshi, Yung Chul Park, Raghuram Rajan, Dani Rodrik, Michael Spence, Guido Tabellini, David Vines, Ernesto Zedillo et Jeromin Zettelmeyer - de rédiger un court article sur le thème « What G20 leaders must do to stabilise our economy and fix the financial system ».